# Jardines de Jaume Vicens Vives
Los jardines de Jaume Vicens Vives se encuentran en el Distrito de Les Corts de Barcelona. Fueron creados en 1967 con un proyecto de Nicolau Maria Rubió i Tudurí, en principio como jardín privado, aunque en 1990 fueron abiertos al público. Están dedicados al historiador Jaume Vicens i Vives.

## Descripción

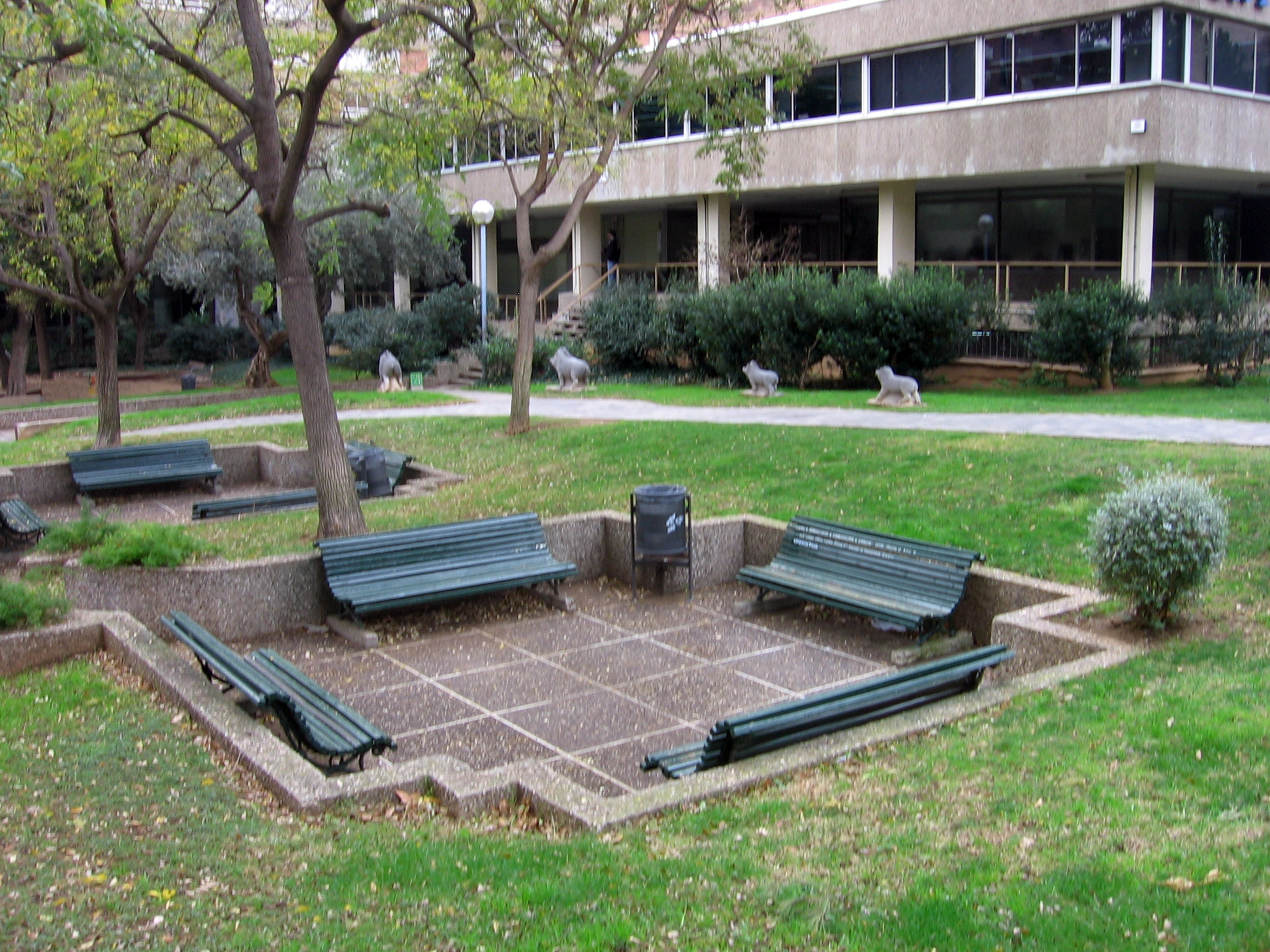
Plazoleta del jardín.

Los jardines se encuentran en la Avenida Diagonal, en el interior de una manzana en la que se hallan rodeados de edificios en tres de sus cuatro lados. Se trata del conjunto inmobiliario denominado Barcelona-2, realizado en 1966. Los jardines fueron encargados a Rubió i Tudurí, antiguo director de Parques y jardines de Barcelona, que elaboró un conjunto de parterres de césped con algunos árboles diseminados. Estos parterres están a una altura superior de los caminos que atraviesan el parque, y en su interior dispuso varias plazoletas de forma cuadrangular con bancos para sentarse, que son como islas en el mar verde circundante. El promotor inmobiliario, Manuel de la Quintana, encargó al escultor Frederic Marès la colocación de un conjunto de esculturas decorativas diseminadas en todo el recinto ajardinado, todas ellas con figuras de animales. Se instaló así un conjunto de 24 esculturas exentas, 12 de bronce, 9 de piedra y 3 de mármol, más dos relieves, uno en piedra y otro en mármol. Entre los animales representados, la mayoría vinculados al tema de la caza, hay ciervos, osos, jabalíes, corzos, gacelas, gamos y cabras, algunos de ellos actualmente mutilados debido a actos vandálicos.

## Galería de imágenes

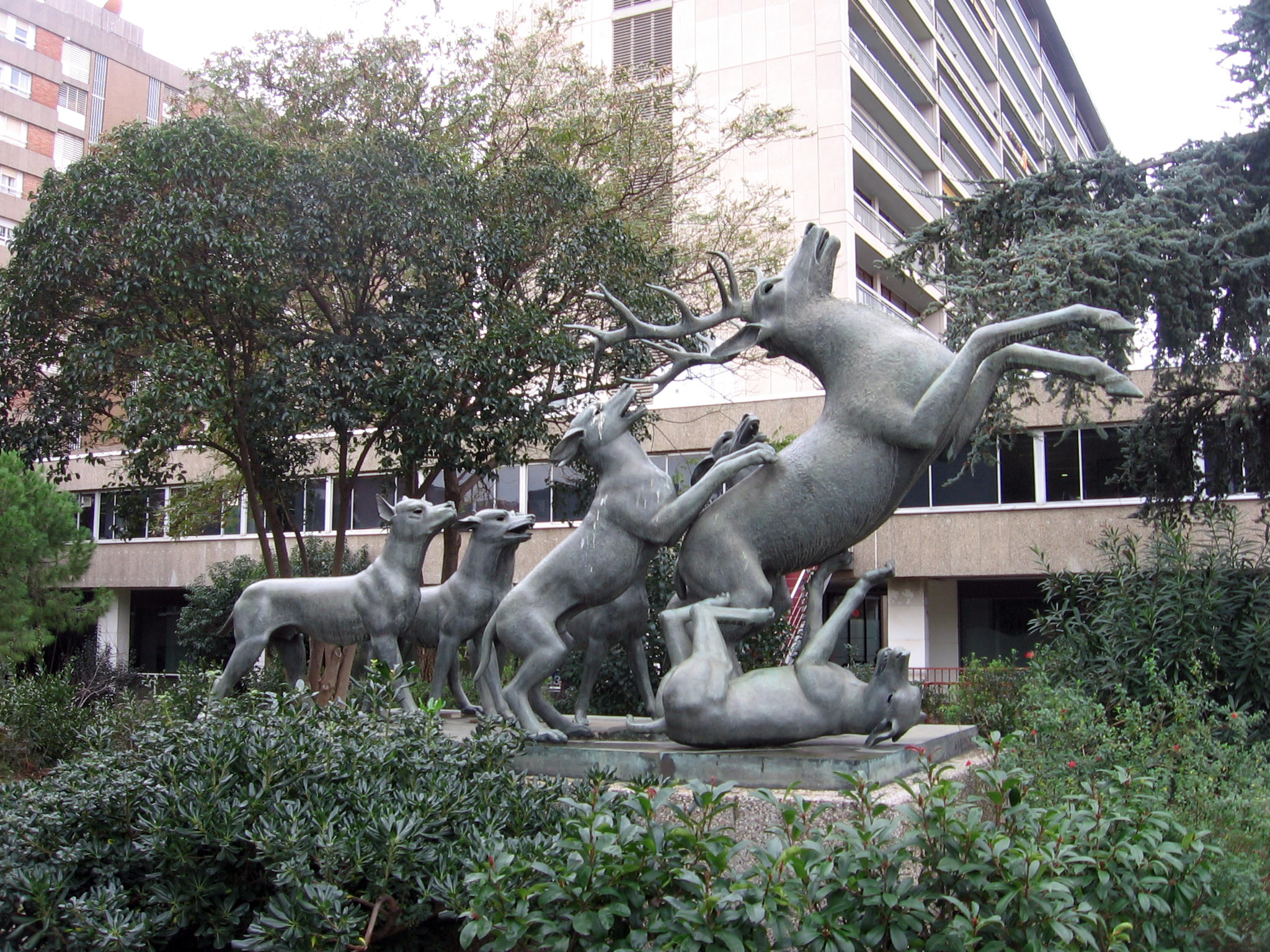
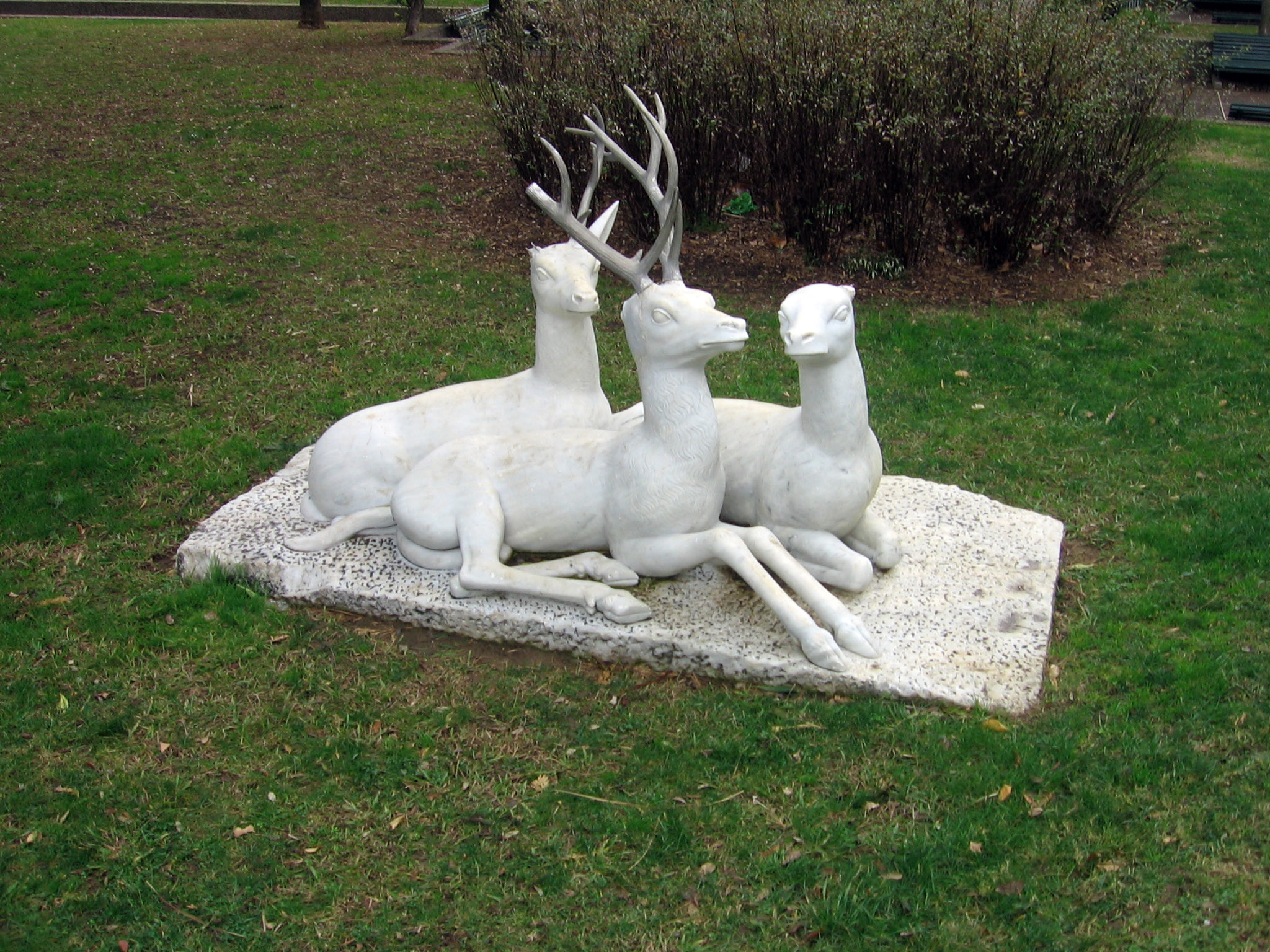
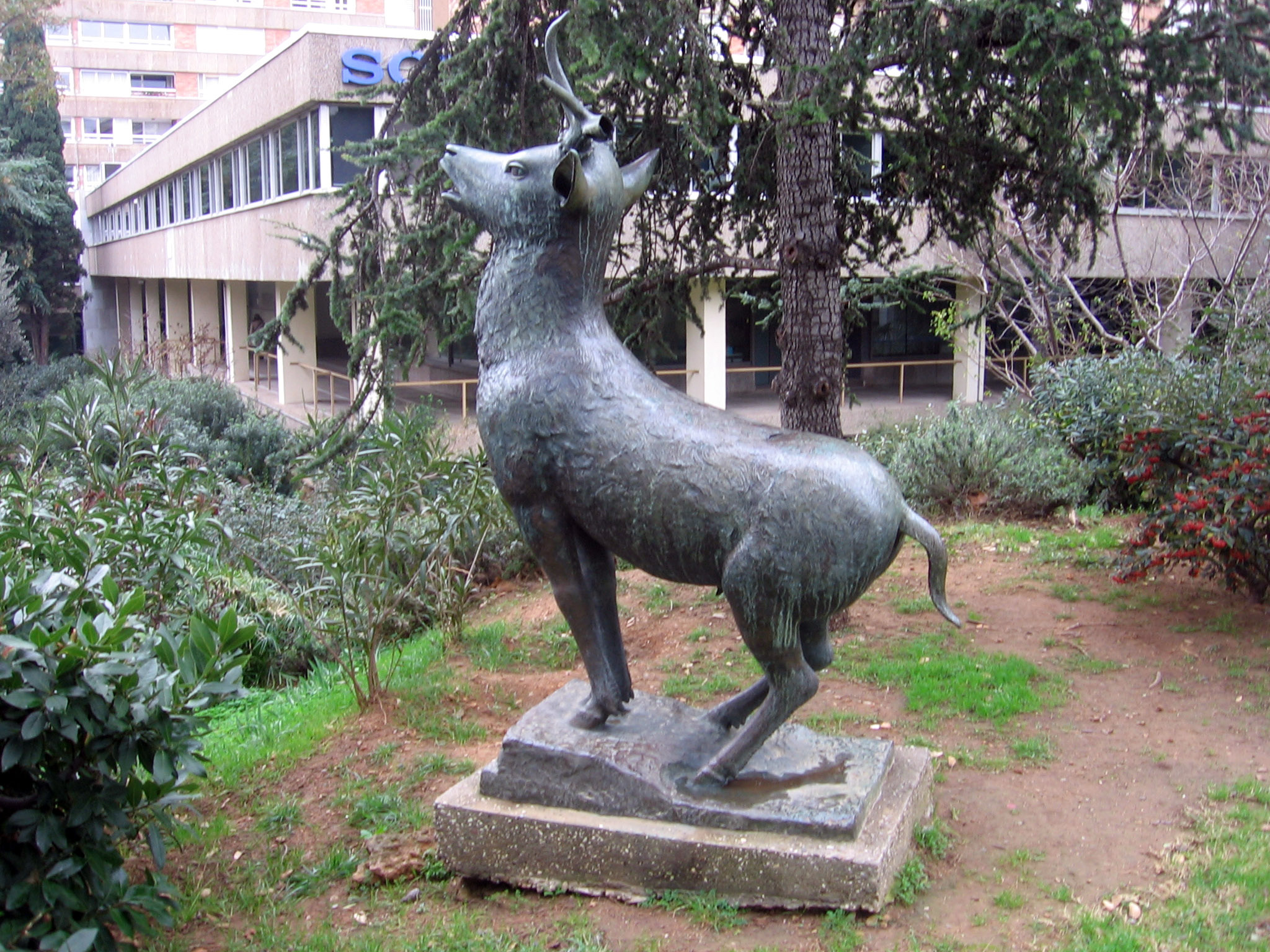
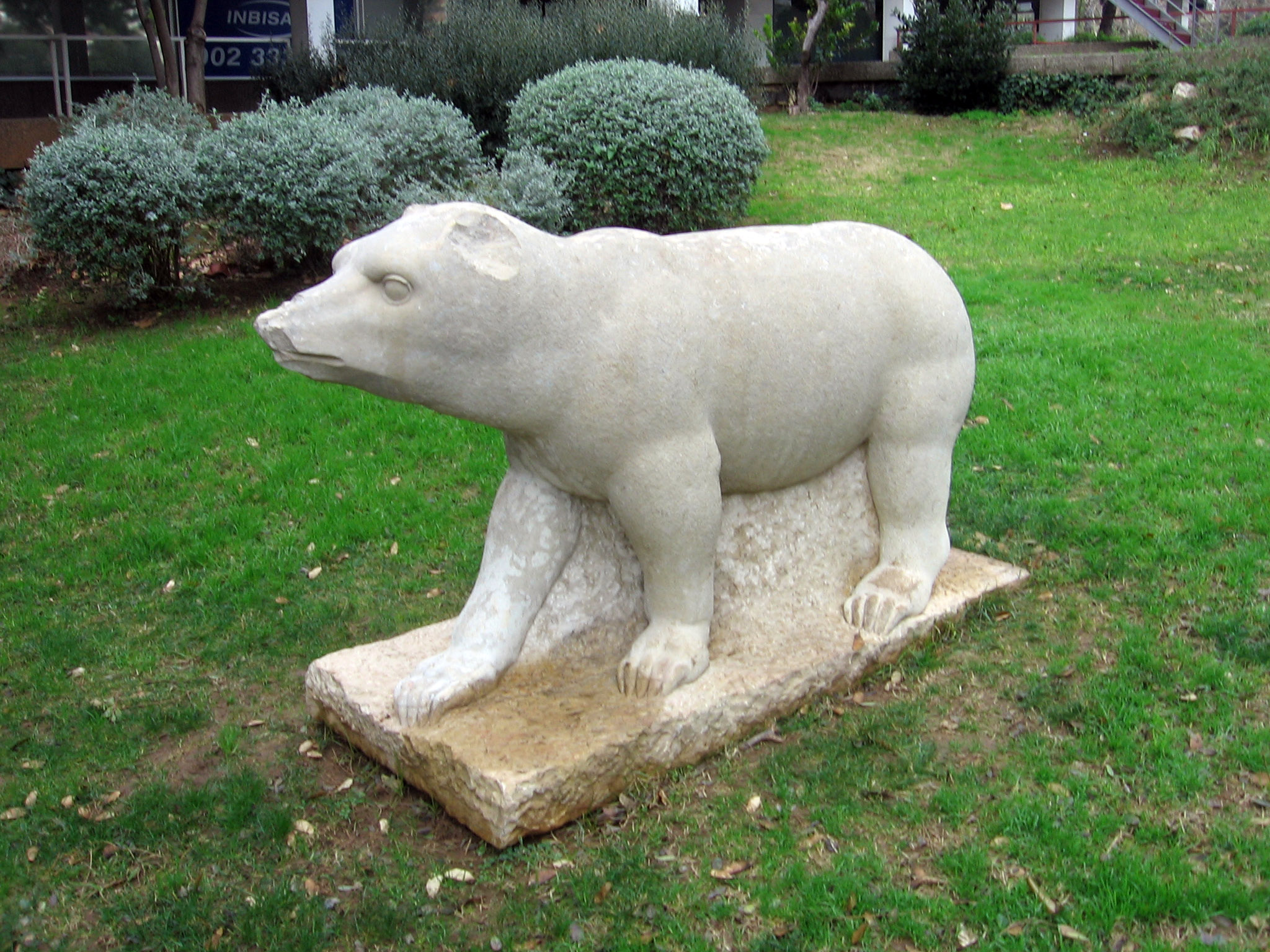
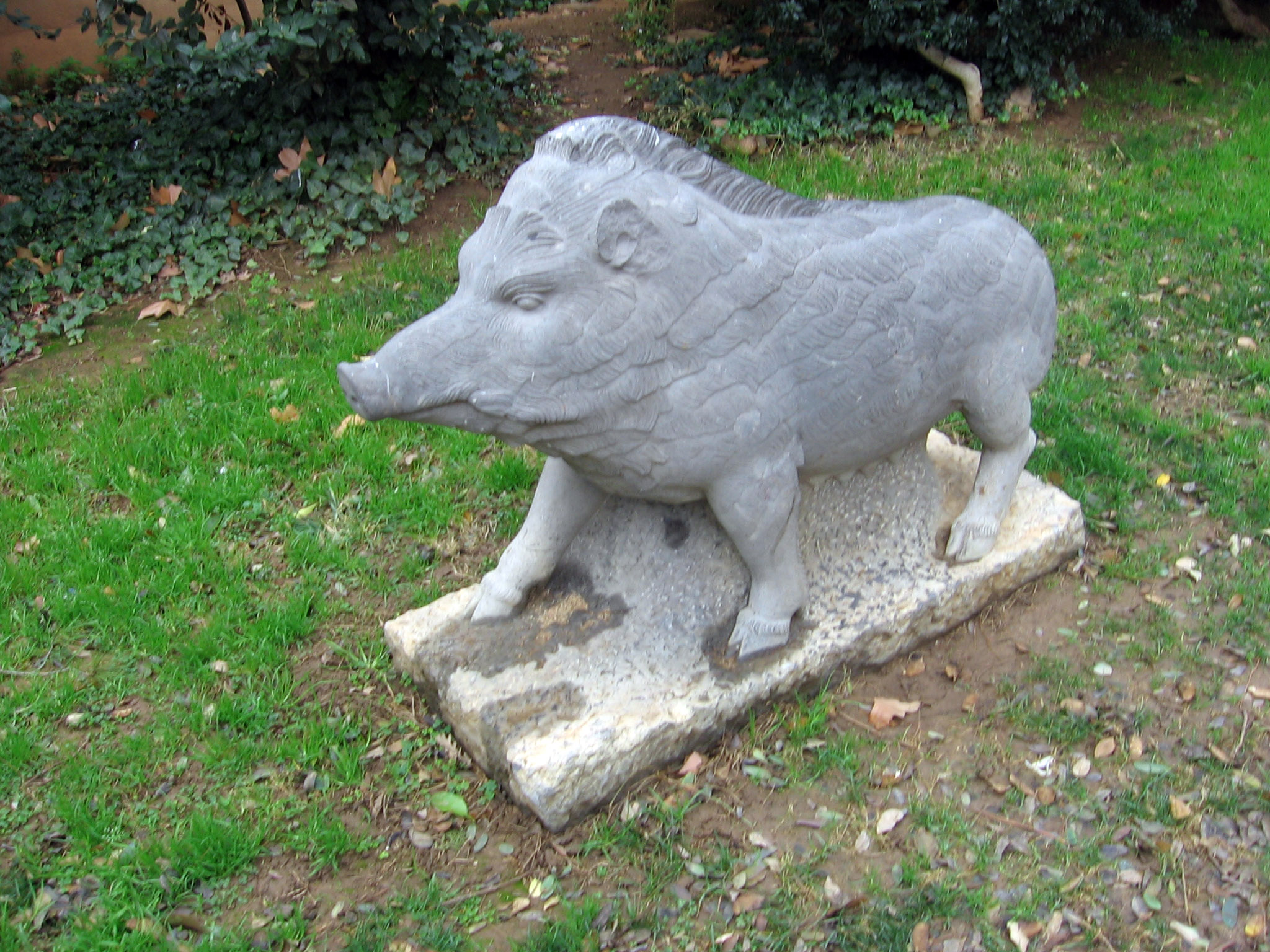
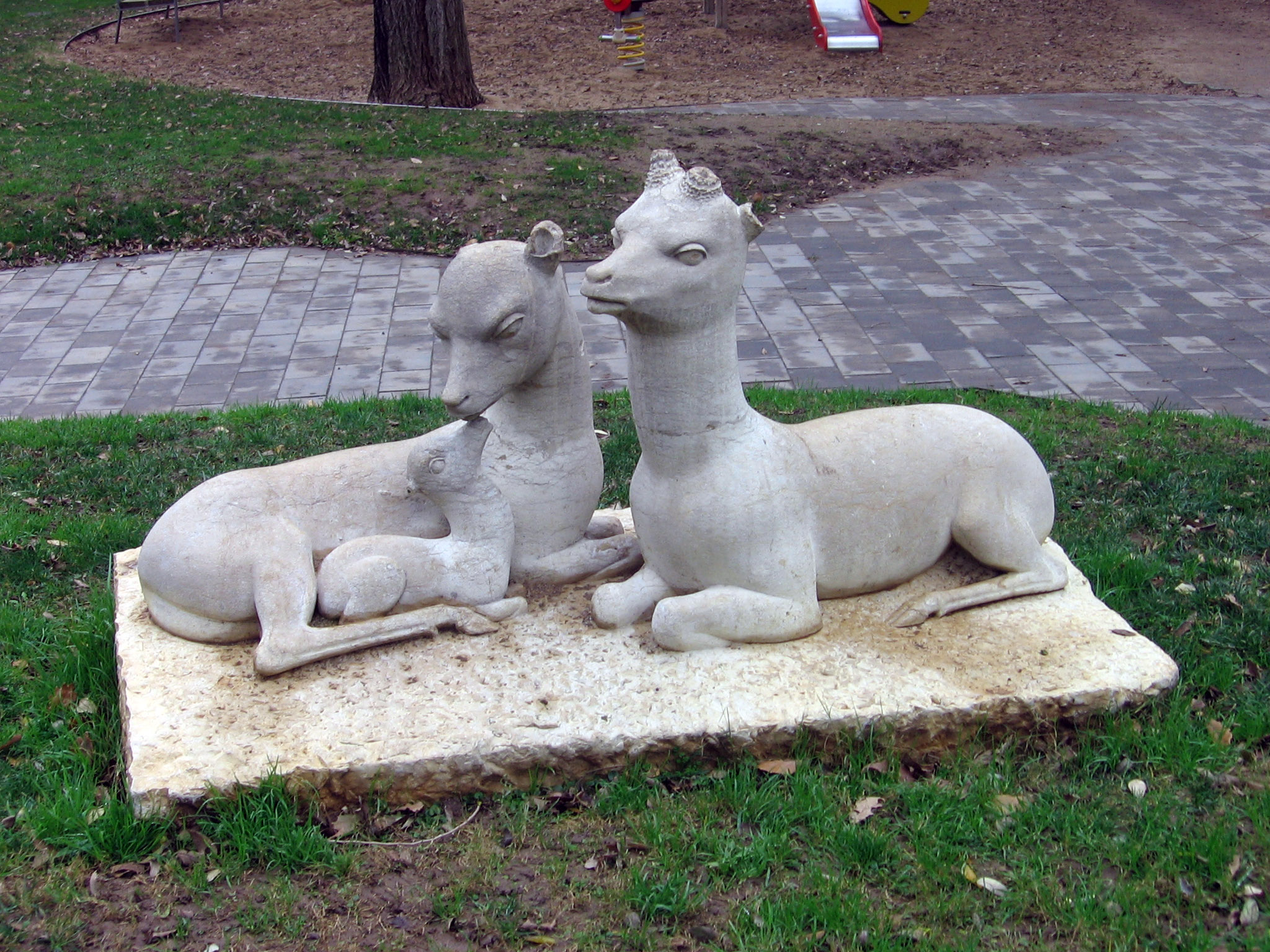
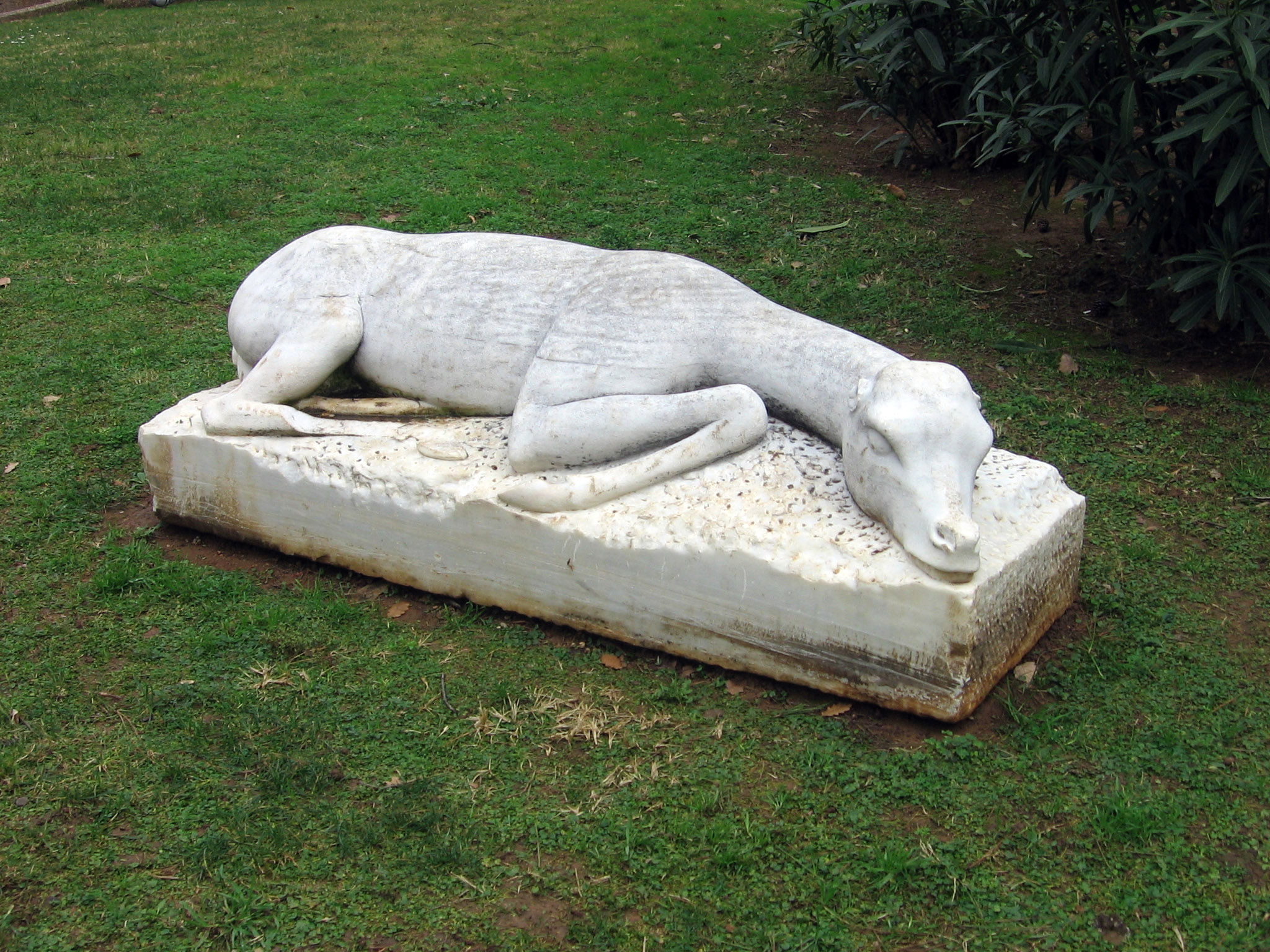
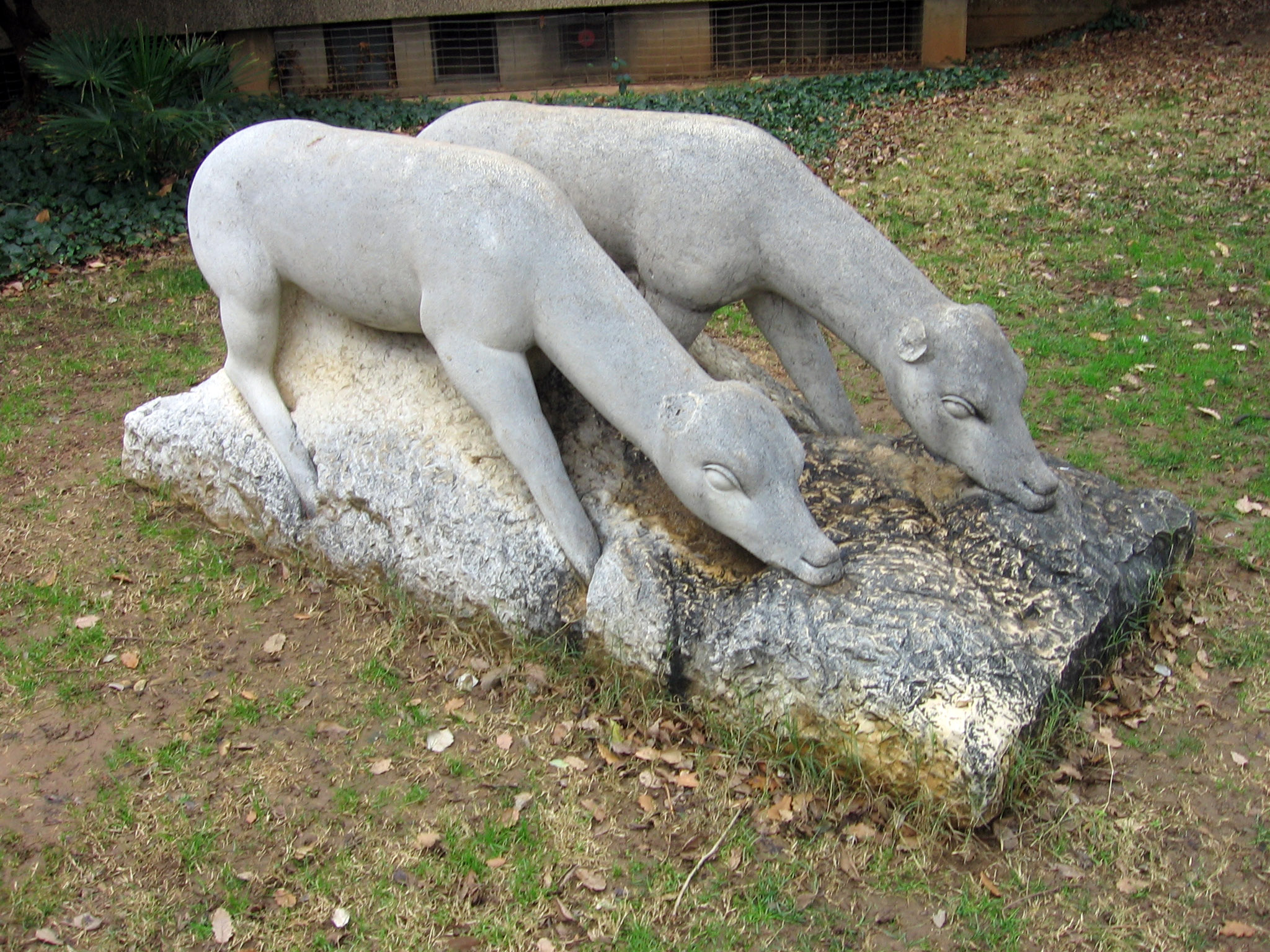
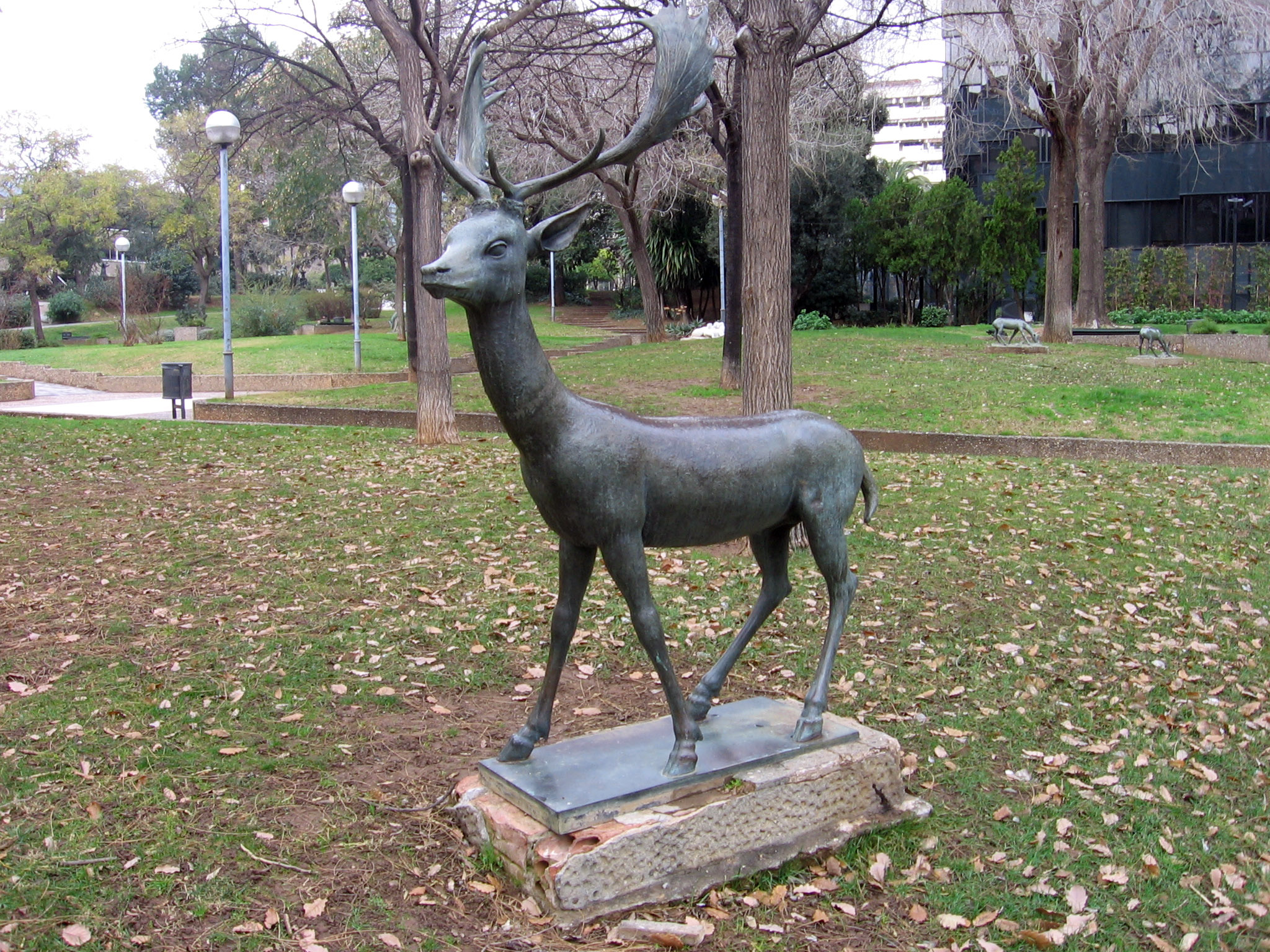
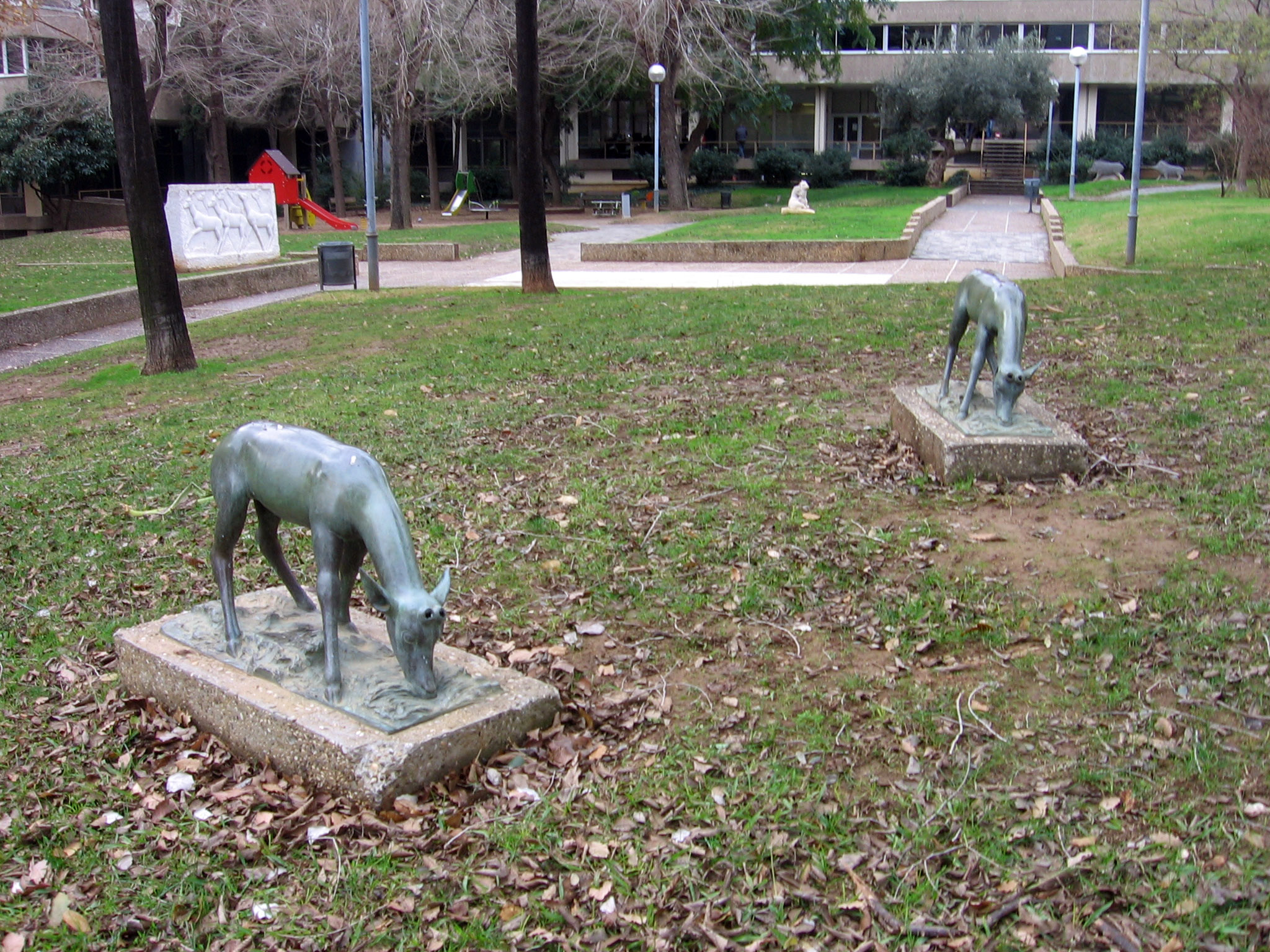
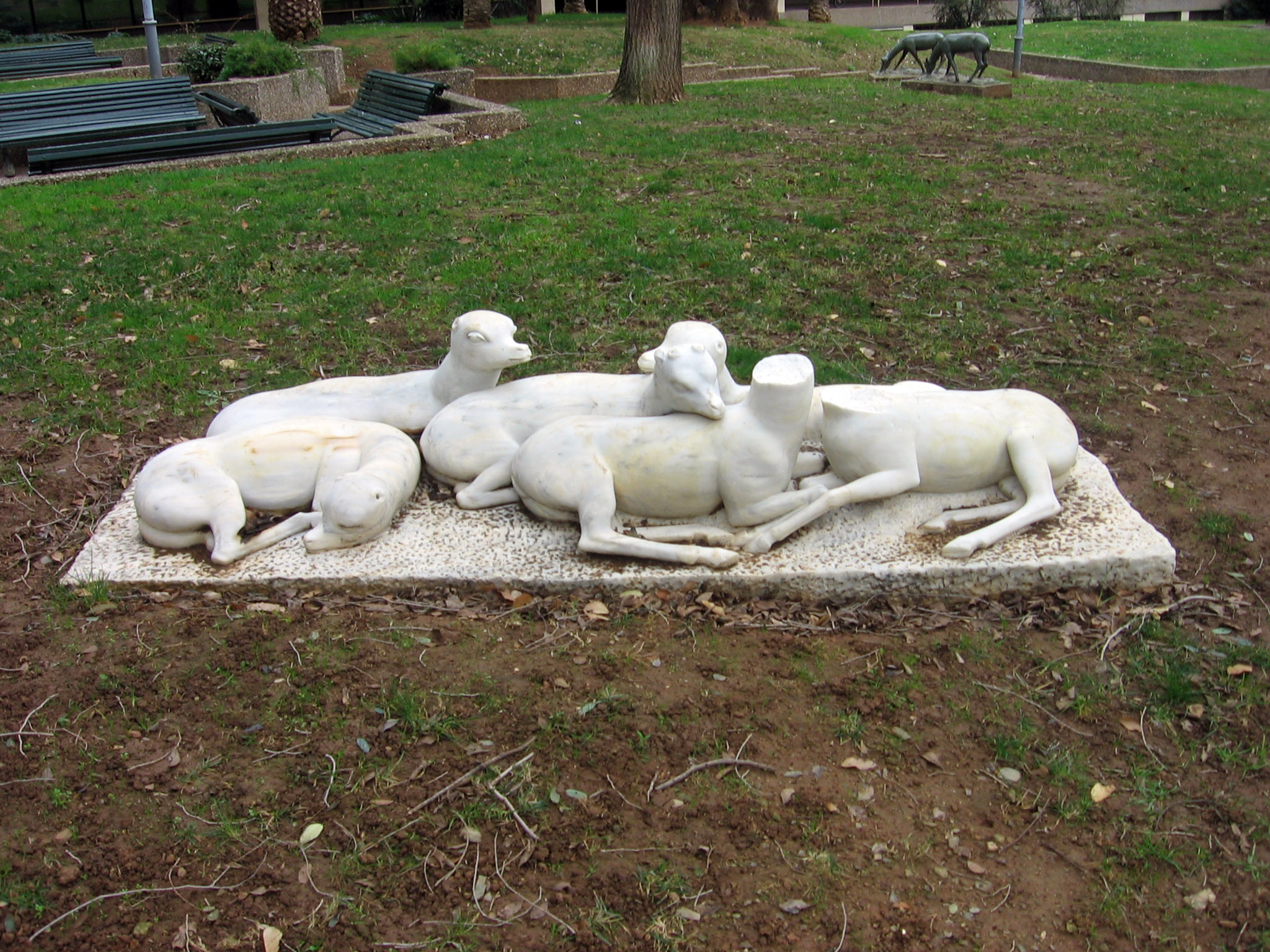
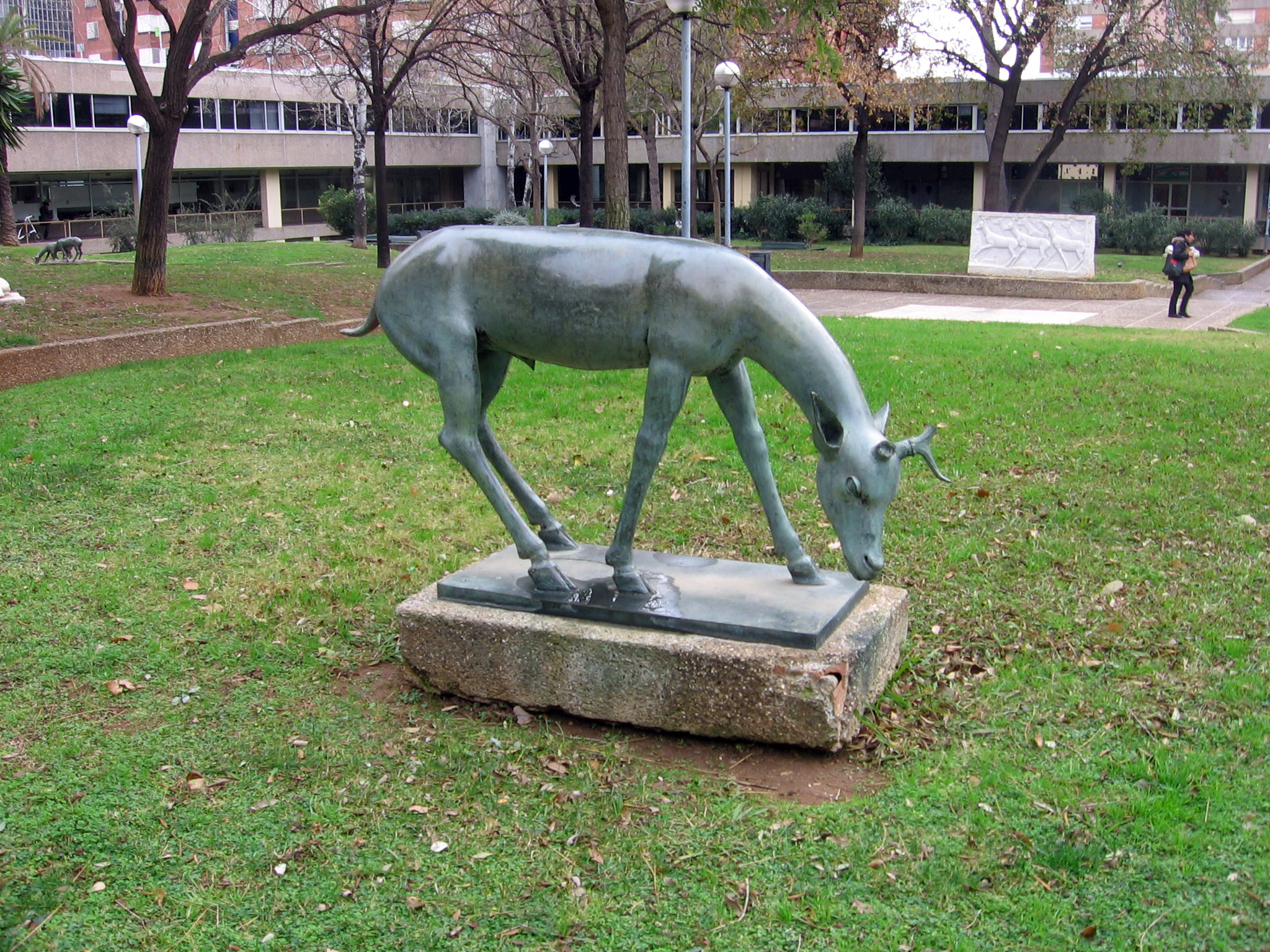
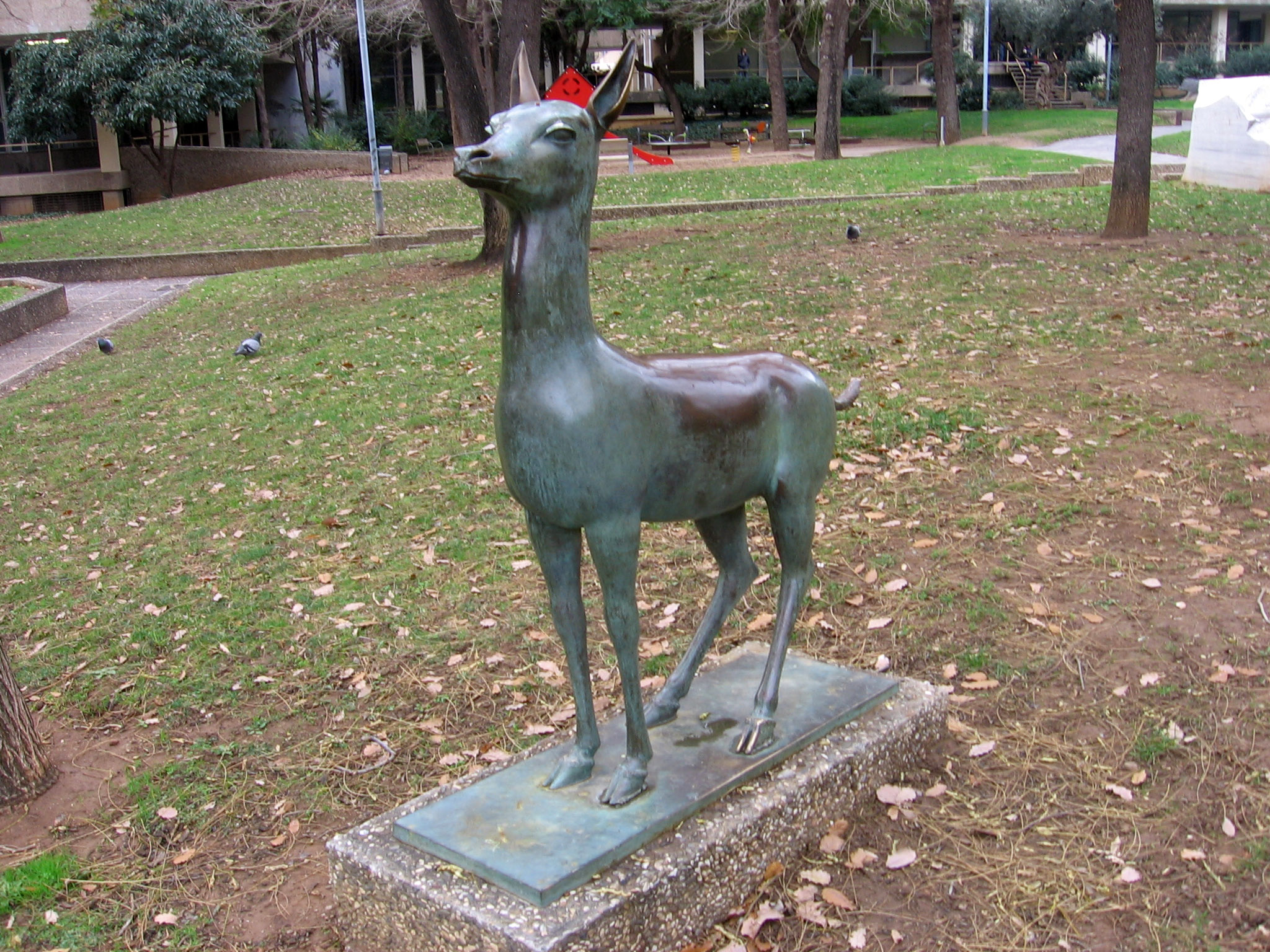
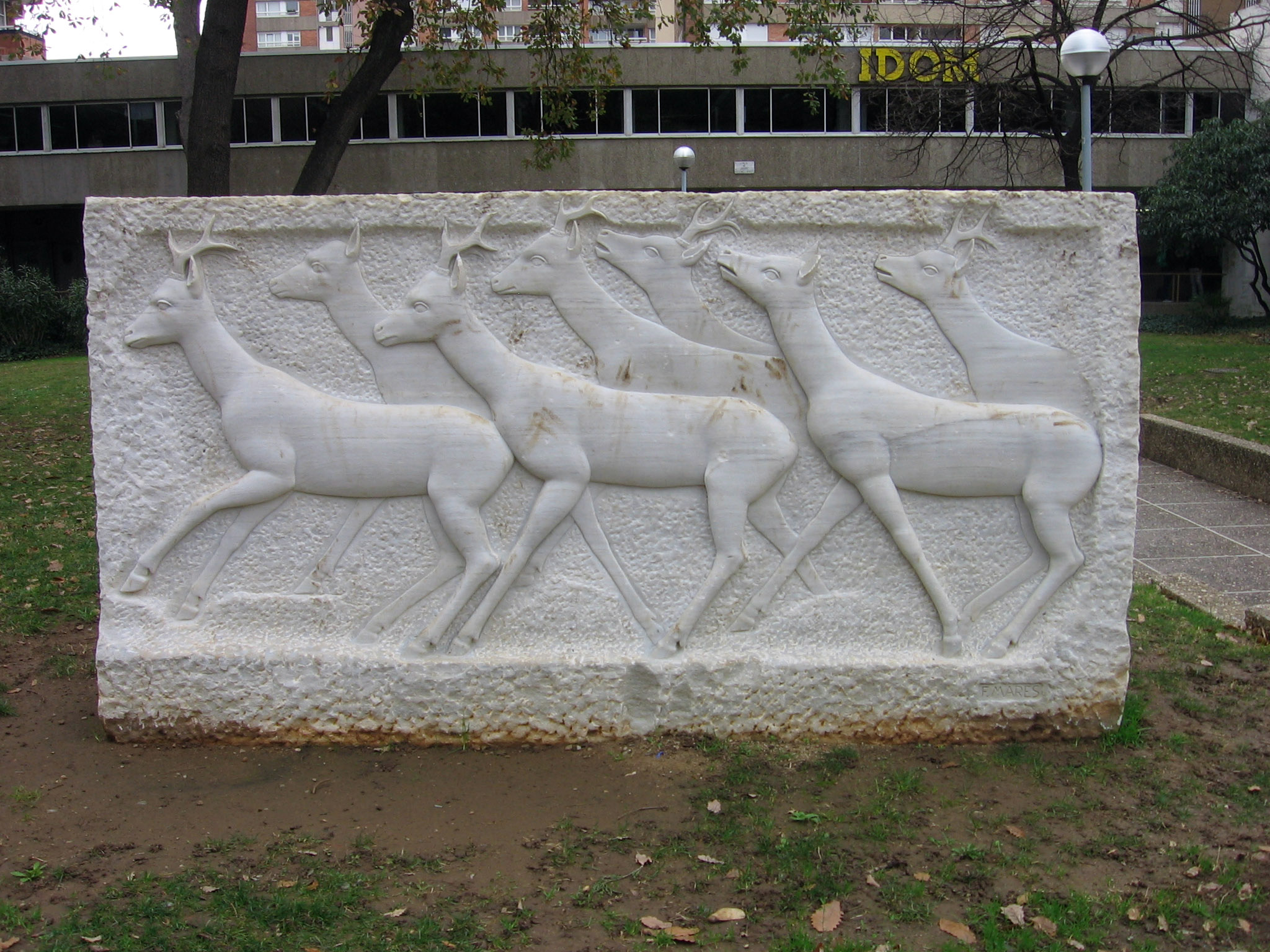